# Silny Kazik pod wezwaniem

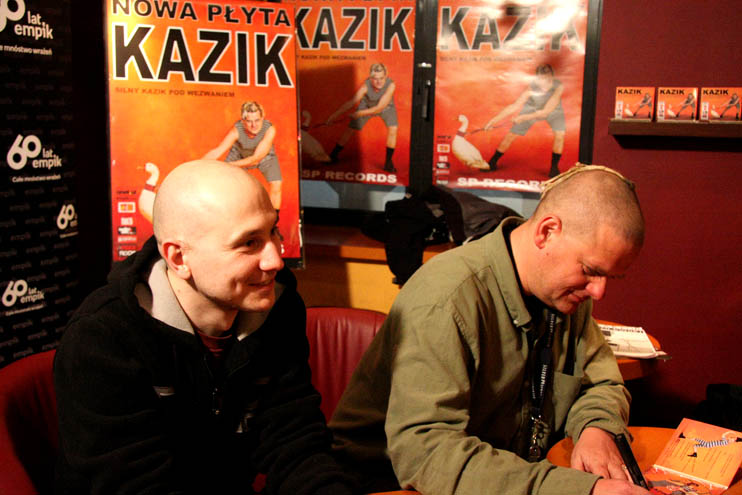
Podpisywanie, przez Kazika Staszewskiego i Andrzeja Izdebskiego, płyty Silny Kazik pod wezwaniem w warszawskim Empiku 10.12.2008

Silny Kazik pod wezwaniem – album Kazika Staszewskiego, wydany 1 grudnia 2008 i wyprodukowany przez Andrzeja Izdebskiego (który jest odpowiedzialny za aranżację, nagranie, zgranie oraz produkcję). Jest to cover album piosenek Silnej Grupy Pod Wezwaniem, promowany jest przez single „Mariola” oraz „Piwko”.

## Lista utworów
1. „Moja dzieweczka” 1:32
2. „Anusia” 2:36
3. „Mariola” 4:01
4. „Odmieniec” 3:19
5. „Wiedźmy” 3:41
6. „Pochód świętych” 3:03
7. „Piwko” 2:13
8. „W południe” 4:41
9. „Chłop żywemu nie przepuści” 3:20
10. „Ballada o cysorzu” 4:16
11. „Powódź” 3:33
12. „To je moje” 3:38
13. „Być dziewczyną” 5:49
14. „Jak się uprę” 3:25
15. „Rozprawa o robokach” 6:07

## Twórcy
- Kazik Staszewski – wokal, saksofon altowy
- Andrzej Izdebski – wszystkie instrumenty, oprócz:
  - Tomasz Glazik – saksofon tenorowy oraz saksofon barytonowy
  - Roman Ślefarski – perkusja
  - Michał Górczyński – klarnety
  - Mirosław Jędras (Zacier) – akordeon
  - Anna Stępniewska – głos żeński

## Sprzedaż
| Oficjalna Lista Sprzedaży OLiS |    |    |    |    |    |    |    |    |    |    |    |    |    |    |    |    |    |    |    |    |
| Tydzień                        | 01 | 02 | 03 | 04 | 05 | 06 | 07 | 08 | 09 | 10 | 11 | 12 | 13 | 14 | 15 | 16 | 17 | 18 | 19 | 20 |
| Pozycja                        | 17 | 2  | 2  | 5  | 10 | 22 | 21 | 27 | 30 | 46 | -  | 33 | 31 | 31 | 36 | 33 | -  | -  | -  | -  |